# Pays indien
 (octobre 2024).
La mise en forme du texte ne suit pas les recommandations de Wikipédia : il faut le « wikifier ».
Les points d'amélioration suivants sont les cas les plus fréquents. Le détail des points à revoir est peut-être précisé sur la page de discussion.
- Les titres sont pré-formatés par le logiciel. Ils ne sont ni en capitales, ni en gras.
- Le texte ne doit pas être écrit en capitales (les noms de famille non plus), ni en gras, ni en italique, ni en « petit »…
- Le gras n'est utilisé que pour surligner le titre de l'article dans l'introduction, une seule fois.
- L'italique est rarement utilisé : mots en langue étrangère, titres d'œuvres, noms de bateaux, etc.
- Les citations ne sont pas en italique mais en corps de texte normal. Elles sont entourées par des guillemets français : « et ».
- Les listes à puces sont à éviter, des paragraphes rédigés étant largement préférés. Les tableaux sont à réserver à la présentation de données structurées (résultats, etc.).
- Les appels de note de bas de page (petits chiffres en exposant, introduits par l'outil «  Source ») sont à placer entre la fin de phrase et le point final[comme ça].
- Les liens internes (vers d'autres articles de Wikipédia) sont à choisir avec parcimonie. Créez des liens vers des articles approfondissant le sujet. Les termes génériques sans rapport avec le sujet sont à éviter, ainsi que les répétitions de liens vers un même terme.
- Les liens externes sont à placer uniquement dans une section « Liens externes », à la fin de l'article. Ces liens sont à choisir avec parcimonie suivant les règles définies. Si un lien sert de source à l'article, son insertion dans le texte est à faire par les notes de bas de page.
- La présentation des références doit suivre les conventions bibliographiques. Il est recommandé d'utiliser les modèles {{Ouvrage}}, {{Chapitre}}, {{Article}}, {{Lien web}} et/ou {{Bibliographie}}. Le mode d'édition visuel peut mettre en forme automatiquement les références.
- Insérer une infobox (cadre d'informations à droite) n'est pas obligatoire pour parachever la mise en page.

Pour une aide détaillée, merci de consulter Aide:Wikification.
Si vous pensez que ces points ont été résolus, vous pouvez retirer ce bandeau et améliorer la mise en forme d'un autre article.

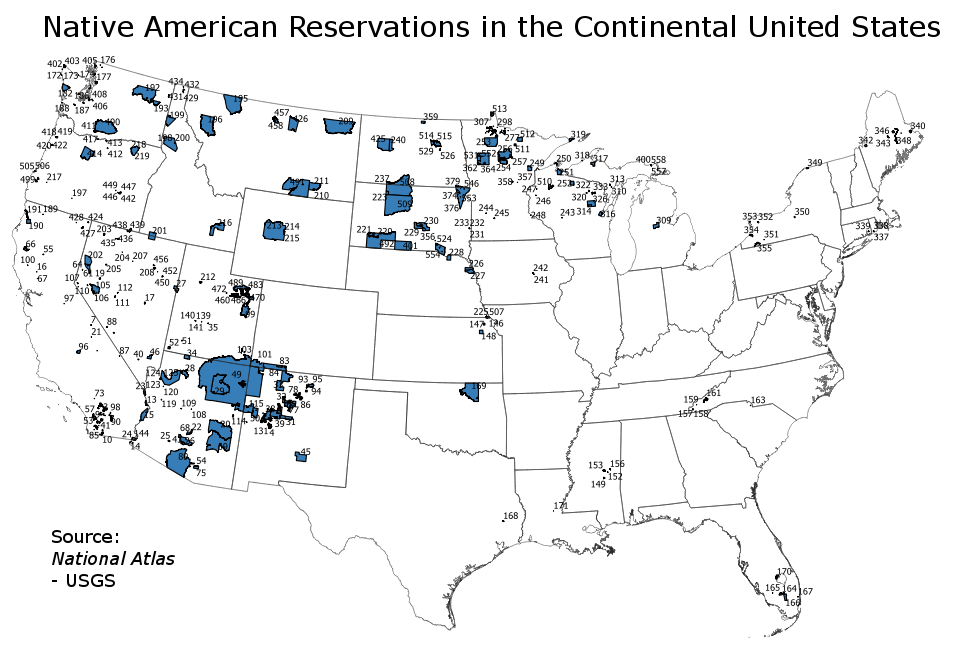
Carte BIA des réserves indiennes dans la zone continentale des États-Unis

Un pays indien (en anglais Indian country) est une quelconque des nombreuses communautés autonome amérindiennes aux États-Unis. En tant que catégorie légale, elle comprend « toute terre située dans les limites d'une réserve indienne », « toute communauté indienne dépendante à l'intérieur des frontières des États-Unis » et « toute parcelle indienne dont les titres indiens n'ont pas été éteints »,.
Depuis que le terme est apparu au XIXe siècle, l’armée américaine l'a appliqué de manière plus ou moins officielle sur toutes les terres souveraines hors de son contrôle, par exemple au Viêt Nam.

## Classification juridique
Cette classification juridique englobe les propriétés foncières tribales et individuelles des Amérindiens, considérées comme faisant partie d'une réserve, d'un lotissement, ou d'un domaine public. Toutes les terres fédérales détenues au nom des tribus amérindiennes sont qualifiées de terres indiennes. Les autorités fédérales, étatiques et locales se réfèrent à cette catégorie dans leurs processus juridiques. Toutefois, selon le recensement américain de 2010, plus de 78 % des Amérindiens résident aujourd'hui en dehors des réserves. Le territoire indien comprend désormais des milliers de zones rurales, ainsi que des villes et villages où vivent des Amérindiens.
Cette dénomination est utilisée dans le langage courant sans difficulté et se reflète dans des publications, telles que le journal amérindien Indian Country Today.